# 부엘타 아 에스파냐
부엘타 아 에스파냐(스페인어: Vuelta a España)는 유럽에서 열리는 세 개의 "그랜드 투어" 중 하나이며, 전 세계에서 열리는 도로 자전거 스테이지 경기 중에서 투르 드 프랑스, 지로 디 이탈리아 다음으로 세 번째로 중요하다.

## 역사
부엘타는 1935년에 처음 열렸으며, 1955년 이래로는 매년 주최되었다. 경로는 스페인 전체를 가로지르며 매번 변경되지만 3주간에 걸쳐 열린다. 최초 대회(1935)에는 50명이 참가하였으며, 스테이지 당 평균 240Km씩 24개의 스테이지로 총 3411Km를 경기하였다. 부엘타는 후원하는 신문(«아우토»와 «가제타 델로 스포르트»)의 판매 부수에 엄청난 상승을 가져왔던 투르 드 프랑스와 이탈리아에서의 성공에 영감을 얻었다. 일간지 «인포르마시오네스»(Informaciones)의 후안 푸홀(Juan Pujol)도 발행 부수를 증가시키기 위해서 경주를 시작했다.
예전에는 봄에 열렸지만, 1995년 이후로는 9월에 열린다. 코스에는 두 번의 개인 타임 트라이얼이 포함된다. 부엘타의 결승점은 전통적으로 스페인의 수도인 마드리드이다.
1999년, 코스에 처음으로 오스트리아의 알토 데 엘 앙글리루(Alto de El Angliru)가 포함되었다. 이 코스는 유럽에서 가장 급한 경사 중 하나로서 정상은 1573m이며, 12.9km에 걸쳐 23.6%의 경사도(쿠에냐 레스 카브레스Cueña les Cabres에서)로 이루어진 오르막이다. 이 오르막을 발견하고 부엘타에 추가한 이는 미겔 프리에토(Miguel Prieto)이다.
종합 선두는 '황금 저지(Jersey de Oro)'를 착용한다(2010년부터 붉은색으로 변경). 투르 드 프랑스의 노랑 저지의 스페인 판이다. 또 다른 저지는 가장 뛰어난 클라이머(산악왕)와 가장 뛰어난 스프린터(포인트 경쟁)에게 주어진다. 보통 또 다른 저지도 있다. 예를 들면 '중간 스프린트(Metas Volantes)' 점수 선두와 통합 랭킹(combination rankings)에게 주어지는 저지도 존재한다.
최다 우승 기록은 두 명이 가지고 있다. 스위스 선수인 토니 로밍어(Tony Rominger)가 1992, 1993, 1994년에 연속 3회 우승하였으며, 스페인의 로베르토 에라스(Reberto Heras)가 2002, 2003, 2004년 우승하였다. 에라스는 2005년 대회에서도 우승하였으마, 도핑 혐의로 실격 처리되었다. 독일 국적인 루디 알티히(Rudi Altig, 1962), 롤프 볼프숄(Rolf Wolfshohl, 1965), 얀 울리히(Jan Ullrich, 1999)의 세 선수가 우승한 적이 있다. 그러나 스페인의 우승 회수가 가장 많으며, 57회중 27회를 우승했다. 프랑스, 벨기에, 이탈리아, 네덜란드, 콜럼비아, 아일랜드도 우승 경력이 있다.

### 2004년 대회
2004년 부엘타는 스페인의 로베르토 에라스가 우승하였다. 부엘타의 중간까지는 그의 우승이 거의 확실해 보였지만, 마지막 주에 같은 국적인 산티아고 페레스 페르난데스(Santiago Pérez Fernández)가 중요한 산악 스테이지에서 두 번 승리함으로써 유력한 경쟁자가 되었다. 결국 에라스가 단 30초차로 페레스에 앞서 우승하였다. 역시 스페인 국적인 프란시스코 만세보(Francisco Mancebo)가 3위를 차지하였다. 스페인 국적이 아닌 사람 중 가장 상위인 사람은 이날리아 국적인 스테파노 가르젤리(Stefano Garzelli)로 11위였다. 포인트 저지는 독일의 에릭 자벨(Erik Zabel), 산악 저지는 콜롬비아의 펠릭스 라파엘 카르데나스(Félix Rafael Cardenas), 통합 저지는 로베르토 에라스가 각각 획득하였다. 팀 우승은 켈메(Kelme)가 차지하였다. 이탈리아 국적의 알레산드로 페타치(Alessandro Petacci)는 네 개의 스테이지에서 승리했지만, 완주하지 못했다. 페레스 페르난데스가 세 개의 스테이지를 승리하였다.

### 2005년 대회
2005년 부엘타 우승자는 원래 로베르토 에라스였으며, 최초의 4회 우승자가 되었다. 그러나 경기 종료 2달 후, 부엘타 조직위는 에라스가 금지 약물인 EPO에 대해 양성 반응을 보였다고 발표했다. 양성 반응을 나타낸 소변 샘플은 스테이지 20 시작 전에 채취되었다. 그 후 실격 처리되었으며, 우승은 러시아의 데니스 멘초프(Denis Menchov)에게 넘어갔다. 멘초프는 원래 타임 트라이얼에서 선두를 지키고, 마지막의 심한 산악 스테이지까지 에라스에 앞서 있었다. 산악 스테이지에서 에라스는 무리를 이끌어줄 강력한 팀원들이 여러 명 있었으며, 이들을 이용해서 M멘초프를 크게 앞서갔다. 멘초프는 훨씬 약한 팀에 속해있었으며, 에라스와 시간 차를 줄일 수가 없었다.

## 같이 보기
- 지로 디탈리아
- 투르 드 프랑스
- UCI ProTour